# یونیپل آرنا
یونیپل آرنا (انگلیسی: Unipol Arena) یک ورزشگاه فضای باز است که در کازالکیو دی رنو استان بولونیا ایتالیا واقع شده‌است. ظرفیت صندلی سالن برای مسابقه برای بازی‌های بسکتبال ۱۱٬۰۰۰ نفر است و ظرفیت سالن برای کنسرت‌ها ۱۸٬۰۰۰ نفر است. این سالن در دسامبر ۱۹۹۳ افتتاح شد.